# 城堡 (聖赫勒拿)

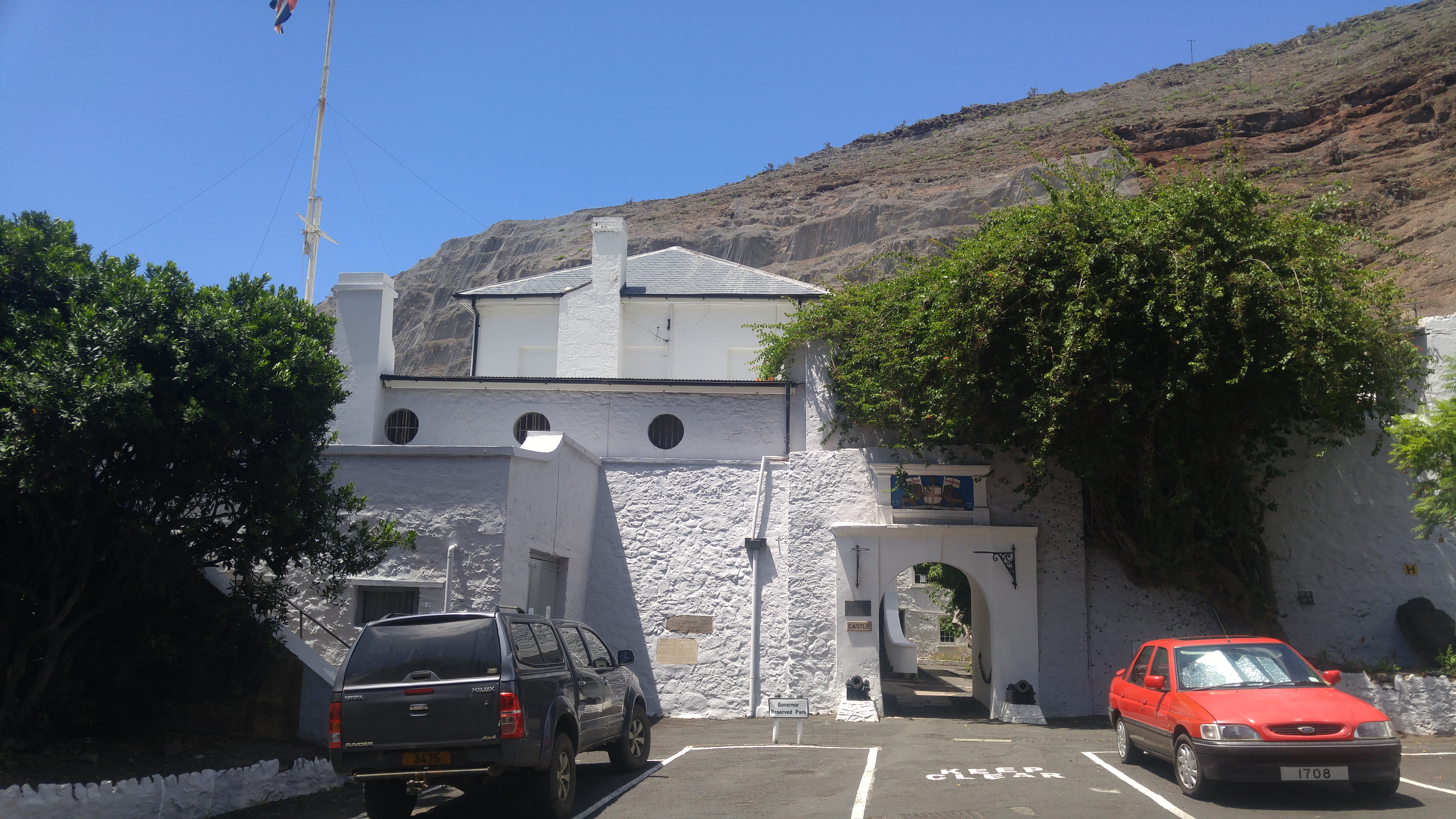

城堡（The Castle）是英國海外領土圣赫勒拿、阿森松和特里斯坦-达库尼亚的主要政府建築，位於詹姆斯敦。這座建築是英國的I級登錄建築。建築最古老的部分修建於1708年，但在1860年代進行大規模重建。